# Rade Tanasijević
Rade Tanasijević (Draževac, kod Beograda, 20. april 1962) srpski je pesnik.

## Objavljene knjige pesama
- Potpor (Nolit, 2000)
- Zimske pesme (Nolit, 2004)
- U zemaljskoj slavi i sjaju (Narodna knjiga 2006)
- Klimatske promene (Biblioteka „Vlada Aksentijević” Obrenovac, 2010)
- Nestajanje –  izabrane i nove pesme (Partenon, 2013)
- Salon odbijenih (Autorsko izdanje 2014)
- Stvari oko mene ubrzano stare – izabrane i nove pesme (Povelja, Kraljevo, 2020)

## Književnost za decu
- Kiflice s makom (Nolit, 2001)
- Jastuk od memorijske pene (Radio-televizija Srbije, 2015)
- Uvod u njivu (Biblioteka „Vlada Aksentijević”, 2018)

Saradnik je emisije Radija Beograd „Dobro jutro deco”.

## Nagrade
- Nolitova nagrada, za knjigu Potpor, 2001.
- Nagrada Radija Beograd 1 za kratku priču za najmlađe „Dobro jutro deco“ 2009.
- Nagrada „Srboljub Mitić”, za zbirku pesama Klimatske promene, 2010.
- Nagrada Grada Niša za književnost za decu i mlade, 2019.
- Nagrada „Gordana Brajović”, za knjigu Uvod u njivu, 2019.[1]
- Nagrada „Žička hrisovulja”, 2022.[2]
- Nagrada „Gračanička povelja”, 2023.[3]
- Nagrada „Zaplanjski Orfej” za pesmu „Mali tužni vrt”, 2023.[4]

## Prevodi
Svojim pesmama zastupljen je u antalogijima savremenog srpskog pesništva na španskom „Boja suštine“ (EL Color de la Esencia), na nemačkom „Ulaznica/Eintrittskarte“.
Pesme i tekstovi su mu objavljeni u poljskim književnim časopisima „Helikopter“ i „Fraza“ u prevodu Milice Markić, Magdalene Maškijevič i Joane Mihte.

## Literatura
- Radivoje Mikić „Melanholija i ironija“ (Književni almanah „Palež“ 2009)
- Radivoje Mikić (Emisija TV RTS-a „Vavilon“ 23.05.2017)
- Biografija

## Spoljašnje veze
- RADE TANASIJEVIĆ, DOBITNIK "ŽIČKE HRISOVULJE“: Ne smeta mi kad kažu da sam pesnik sela („Večernje novosti”, 21. avgust 2022)